# Makulec łuskowaty
Makulec łuskowaty (Didymium squamulosum (Alb. & Schwein.) Fr. & Palmquist) – gatunek śluzowców.

## Systematyka i nazewnictwo
Pozycja w klasyfikacji według Index Fungorum: Didymiidae, Stemonitida, Myxogastria, Myxogastrea, Mycetozoa, Amoebozoa, Protozoa.
Po raz pierwszy gatunek ten opisali w 1805 r. Johannes Baptista von Albertini i Lewis David von Schweinitz nadając mu nazwę Diderma squamulosum. Obecną, uznaną przez Index Fungorum nazwę nadali mu Elias Fries i Palmquist w 1817 r.
Synonimy nazwy naukowej:
- Cionium squamulosum (Alb. & Schwein.) Spreng. 1827
- Diderma squamulosum Alb. & Schwein. 1805
- Didymium effusum Link 1816
- Physarum effusum Link 1875
- Trichia pedicellata Poiret 1817[2].

Nazwa polska według W. Fałtynowicza.

## Morfologia
Cechy makroskopowe
Tworzy w grupkach lub w rozproszeniu kuliste, niemal kuliste, tarczowate lub lejkowate w dolnej części zarodnie o średnicy 0,3–1 mm i wysokości do 1,5 mm. Ściana zarodni błoniasta, lekko błyszcząca, przezroczysta, zwykle pokryta grubą, białą skorupą gwiaździstych kryształów węglanu wapnia, które mogą odchodzić od siatkowatej powierzchni. Zazwyczaj zarodnie osadzone są na trzonku, rzadko siedzące. Trzonek gruby, wapienny, zwykle karbowany, biały, często zatopiony we wgłębieniu zarodni, może stanowić do dwóch trzecich całkowitej wysokości owocnika. Leżnia (hypothallus) tarczowata, błoniasta, od prawie bezbarwnego do białej. Plazmodium bezbarwne, białe, lub żółte.
Cechy mikroskopowe
Kolumella biała lub blada, tarczowata lub półkulista. Włośnia zbudowana z różnej grubości strzępek, prostych lub rozgałęzionych, bezbarwnych lub bladych. Zarodniki w masie czarne, w świetle przechodzącym ciemnofioletowo brązowe, drobno brodawkowate lub kolczaste o średnicy od 8 do 11 mikrometrów.
Gatunki podobne
Makulec czarniawy (Didymium melanospermum) ma dłuższy i czarniawy trzonek.

## Siedlisko i występowanie
Gatunek kosmopolityczny. Występuje na licznych wyspach i na wszystkich kontynentach poza Antarktydą. Występuje również w Polsce. Miądlikowska w 1999 r. podała jego stanowisko na plesze pawężnicy sałatowej (Peltigera hymenina). Występuje także na opadłych liściach drzew i odchodach roślinożerców.

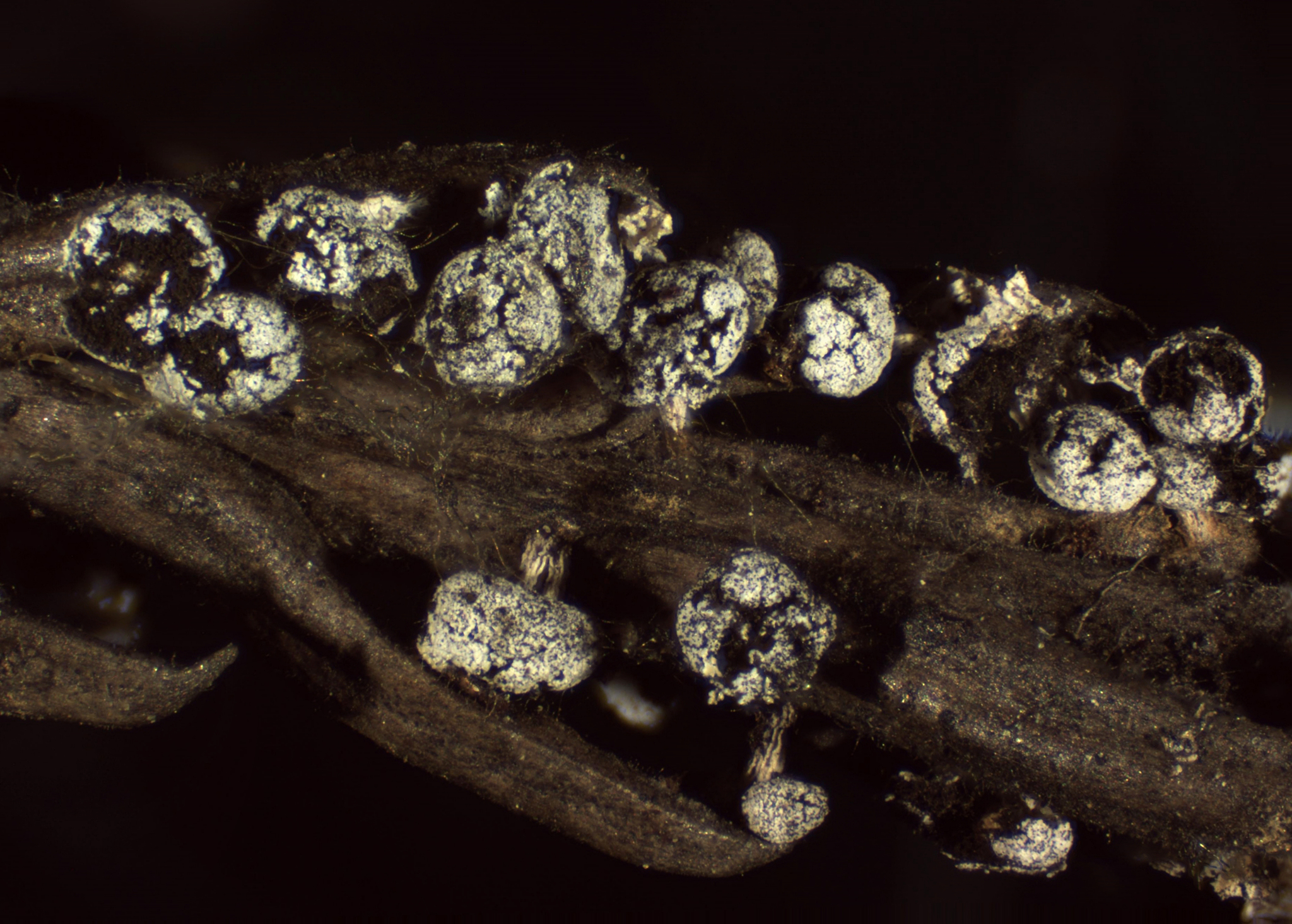
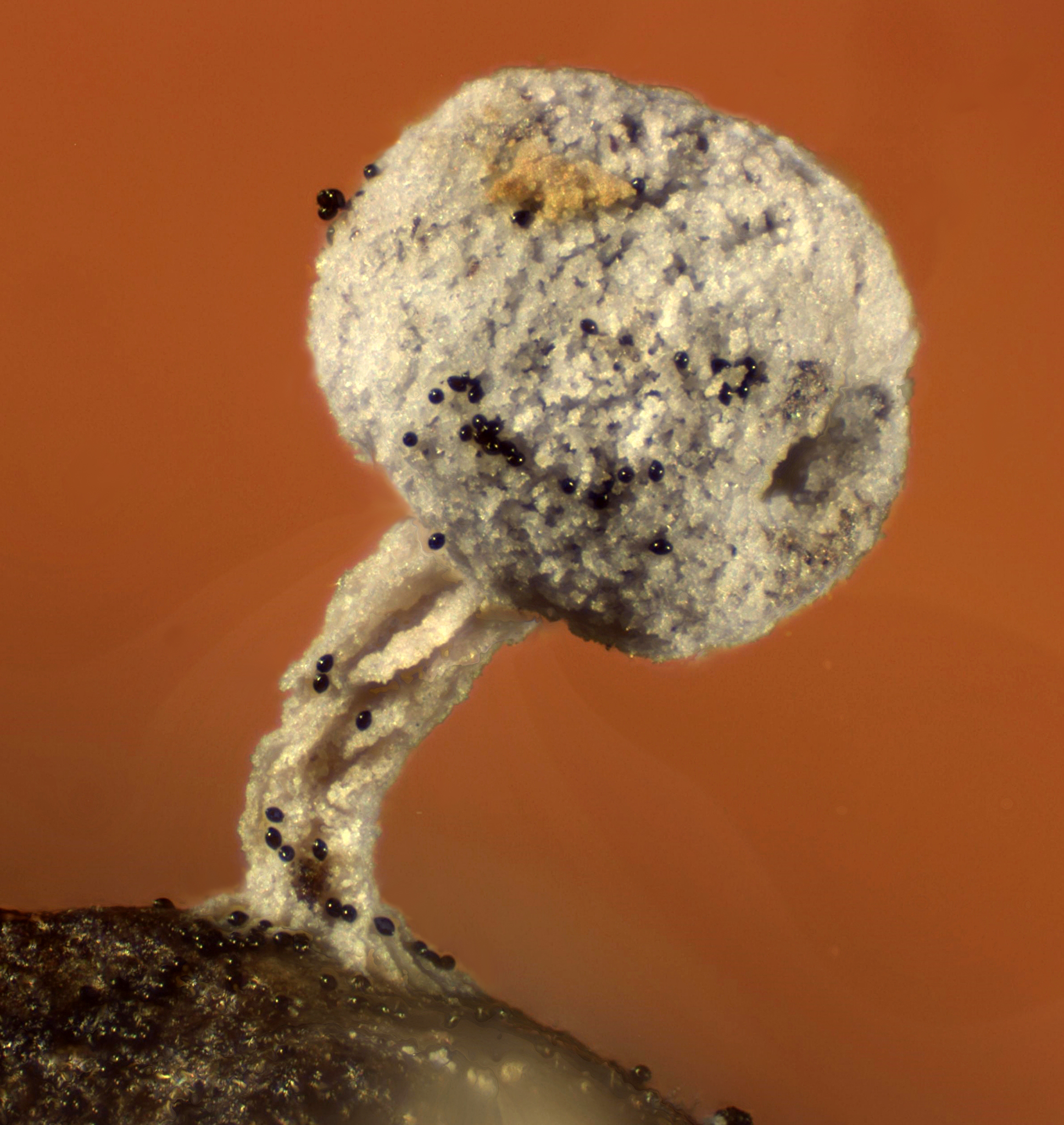
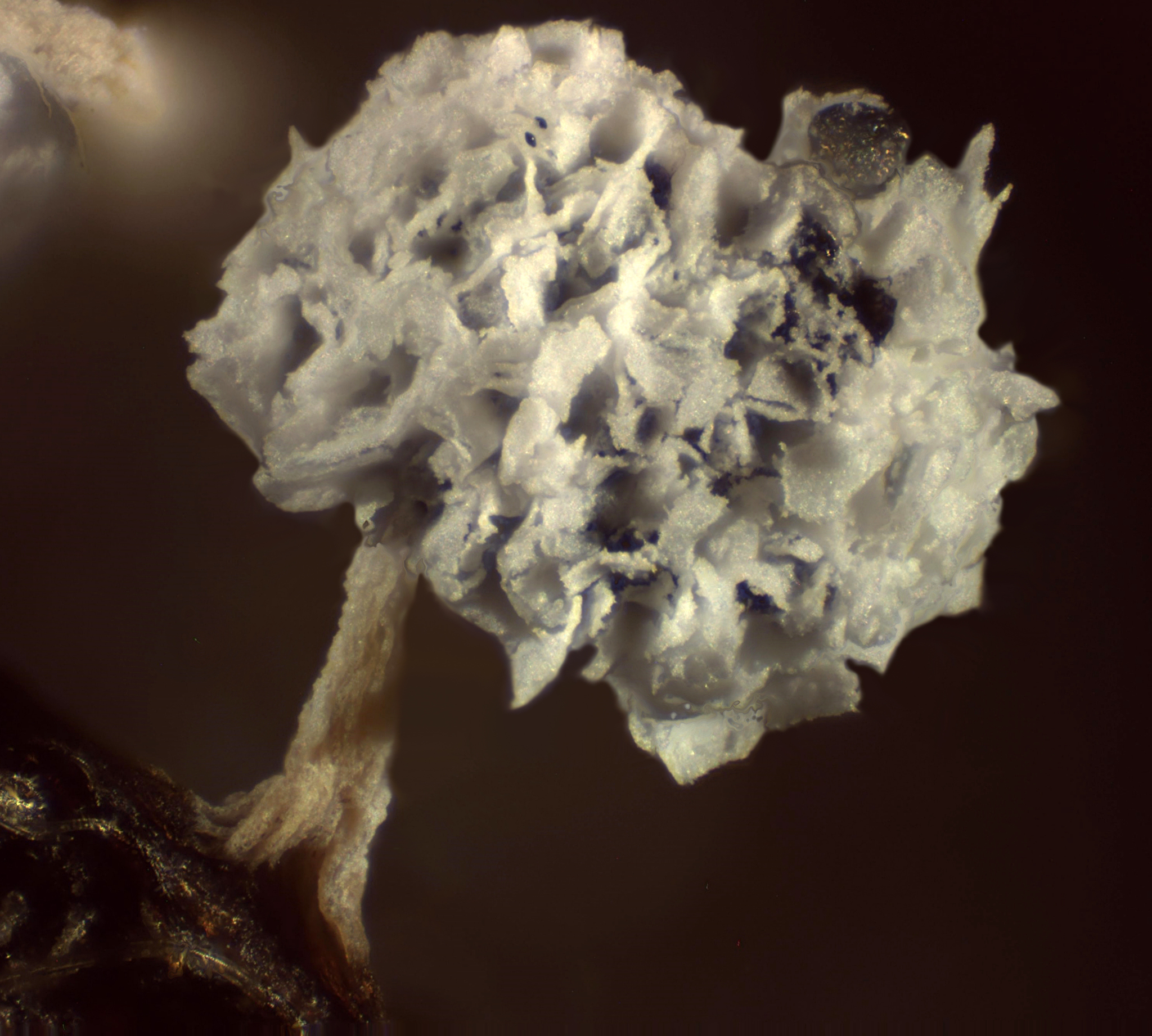
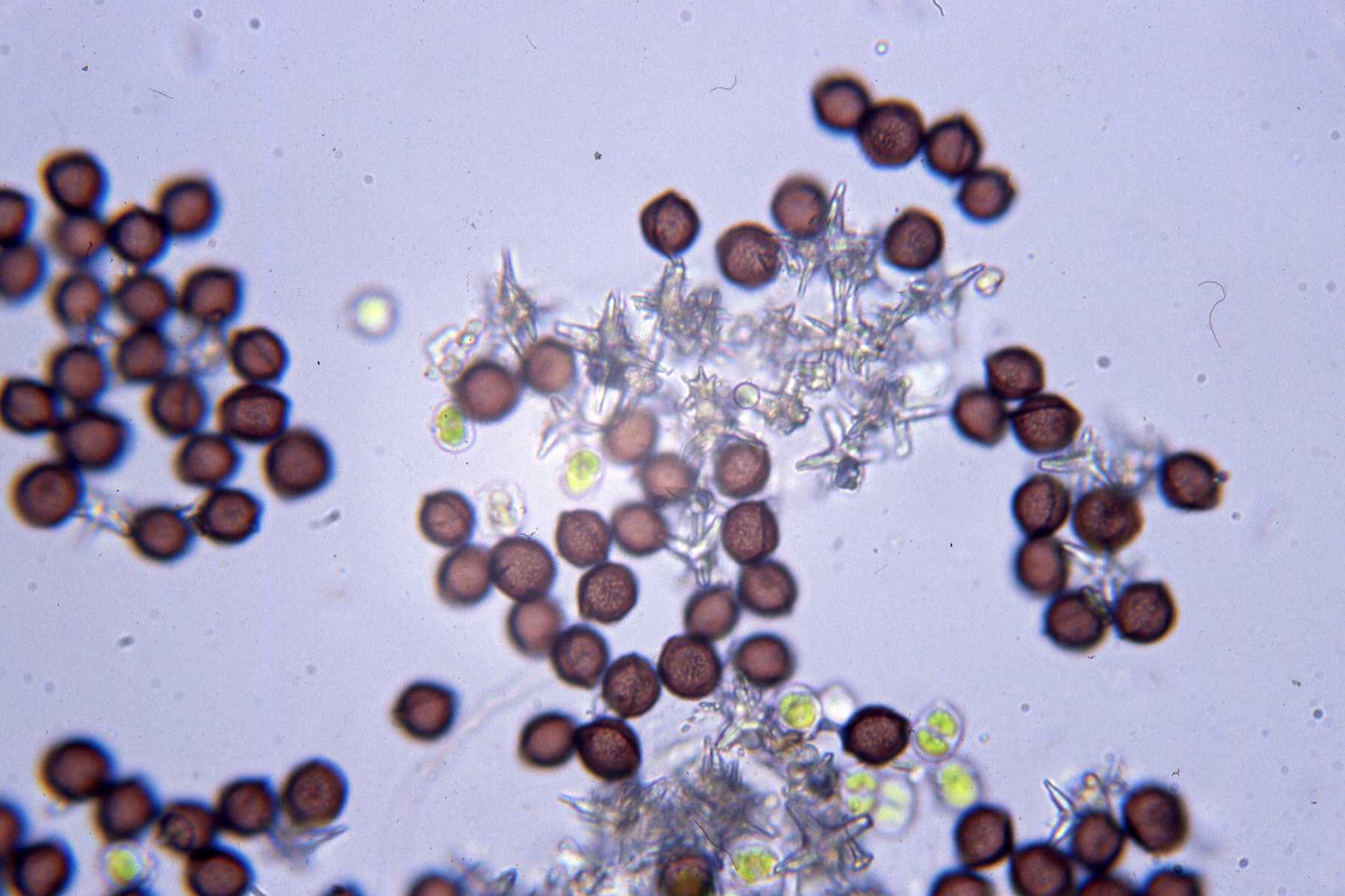